# Tristan da Cunha
Tristan da Cunha (angielska wymowa: [ˈtrɪstən də ˈkuːnə]) – archipelag w południowej części Oceanu Atlantyckiego położony pomiędzy zimnym Antarktycznym Prądem Okołobiegunowym a (również zimnym) Prądem Południowoatlantyckim, wchodzący w skład brytyjskiego terytorium zamorskiego o nazwie Wyspa Świętej Heleny, Wyspa Wniebowstąpienia i Tristan da Cunha. Składa się z sześciu wulkanicznych wysp. Główna wyspa, Tristan da Cunha, jest jedną z najbardziej odosobnionych zamieszkanych wysp na świecie. Najbliższym sąsiedztwem są położona 2420 km na północ Wyspa Świętej Heleny i – położony 2800 km na wschód – Kapsztad.
Wyspy zostały odkryte w 1506 roku przez Portugalczyków, którym przewodził Tristão da Cunha. W 1816 roku zajęli je Brytyjczycy. Tristan da Cunha stanowi terytorium zamorskie Wielkiej Brytanii. Wyspa podlega gubernatorowi Świętej Heleny, ale kompetencje władzy znajdują się w rękach administratora mieszkającego na wyspie.

## Geografia
Powierzchnia wysp wynosi 207 km², w tym:
- Tristan da Cunha (98 km²)
- Inaccessible (14 km²)
- wyspy Nightingale (3,4 km²)
  - Nightingale (3,2 km²)
  - Middle (0,1 km²)
  - Stoltenhoff Island (0,1 km²)
- Gough (Diego Alvarez, 91 km²).

Wyspy Inaccessible i Nightingale znajdują się 35 km na południowy zachód od głównej wyspy. Wyspa Gough położona jest 395 km w kierunku południowo-wschodnim.
Główna wyspa jest górzysta; na jedynym płaskim obszarze (północno-zachodnie wybrzeże) umiejscowiona jest osada Edinburgh of the Seven Seas (Edynburg Siedmiu Mórz), pełniąca funkcję stolicy. Najwyższym punktem jest szczyt Queen Mary’s Peak (2062 m n.p.m.), który w zimie pokryty jest śniegiem.
Klimat wyspy jest umiarkowany i morski. Charakteryzuje się nagłymi zmianami pogody, dużą amplitudą średnich temperatur (od 4 do 26 st. C) i średnimi opadami (1676 mm na rok).

### Flora i fauna
Na wyspach archipelagu występował niegdyś gatunek endemicznego ptaka: kokoszka atlantycka (Gallinula nesiotis P. L. Sclater, 1861) z rodziny chruścielowatych (Rallidae). Ostatniego osobnika zanotowano w 1900.
W 1956 roku został wprowadzony na wyspy blisko z nim spokrewniony gatunek – kokoszka południowa (Gallinula comeri Allen, 1892).

## Ludność
W roku 2007 na wyspie mieszkało 266 mieszkańców, w roku 2023 liczba ta zmniejszyła się do 234. Każdy mieszkaniec nosi jedno z siedmiu występujących na wyspie nazwisk; w praktyce dnia codziennego nazwiska nie są więc używane. W użyciu jest język angielski. Znajdują się tu dwa kościoły: św. Marii (anglikański) i św. Józefa (katolicki).
Nieuniknionym zjawiskiem jest zawieranie małżeństw pomiędzy dość blisko spokrewnionymi osobami (np. kuzynami drugiego stopnia), w związku z czym pula genowa społeczności jest ograniczona. Mieszkańcy mają związane z tym faktem kłopoty zdrowotne: cierpią na astmę i jaskrę. 50% mieszkańców wyspy choruje na dziedziczną postać astmy (choroba jest powodowana mutacją genu CC16).
Prawie wszyscy mieszkańcy wyspy są zatrudnieni przez lokalne władze, w związku z tym zjawisko bezrobocia na Tristan jest praktycznie nieznane. Zarówno chłopcy, jak i dziewczęta mają zagwarantowaną pracę po ukończeniu szkoły. Społeczeństwo wciąż jest patriarchalne i większość chłopców w wieku 15 lat zaczyna wykonywać zawód rybaka.
Ostatnimi czasy wiele dziewcząt decyduje się na kontynuację nauki. W tym celu zwykle wyjeżdżają na Świętą Helenę. Większość z nich powraca na wyspę po ukończeniu nauki.
Życie towarzyskie na Tristan jest bardzo ograniczone, notuje się wysoki poziom spożycia alkoholu. Średnia długość życia odpowiada normie ogólnobrytyjskiej, opieka medyczna jest zapewniana przez Kapsztad.
Na wyspie znajduje się mały port rybacki, nie ma lotniska.
Jedyny sygnał telewizyjny, który dociera na wyspę, jest wysyłany przez brytyjską armię na Falklandach. Odbiorniki telewizyjne są używane również do gier wideo i oglądania kaset (chociaż na wyspie nie ma wypożyczalni filmów). Wydawana jest gazeta Tristan Times.
Na wyspie znajdują się szkoła, urząd pocztowy, muzeum, kawiarnia, pub i basen.

## Gospodarka

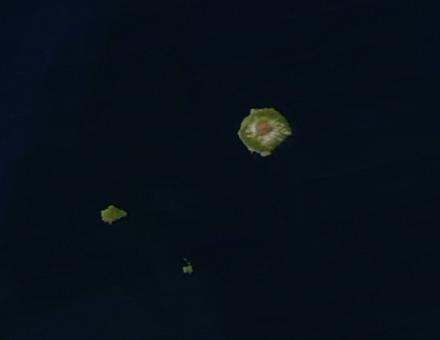
Zdjęcie satelitarne archipelagu

Tristan da Cunha jest w dużej mierze wyspą gospodarczo niezależną – jedynie projekty wysokokapitałowe wymagają zamorskiego wsparcia. Dochód zapewniany dzięki opłatom za udostępnianie łowisk krewetek oraz odsetki z funduszy rezerwowych służą finansowaniu działalności samorządowej takiej jak darmowa opieka medyczna i edukacja. Lokalne władze są jednocześnie głównym pracodawcą wyspy i łącznie zatrudniają 143 osoby. Przetwórnia krewetek zatrudnia 23 osoby i okazjonalnie 110 kolejnych osób podczas połowów, kiedy to wyspiarze w 20 niewielkich łódkach łowią krewetki. Połów krewetek odbywa się na zasadzie wyłącznej koncesji udzielanej przez wyspę. Obecnie koncesja jest w posiadaniu Eurex Ltd, podwykonawcy wykonującego usługi dla firmy Premier Fishing z Kapsztadu. Dwa należące do firmy statki dokonują połowów w okolicy wysp Inaccessible, Nightingale i Gough, podczas gdy wyspiarze łowią dookoła Tristan. Firma zapewnia także połączenie pasażerskie i towarowe z Kapsztadem.
Mieszkańcy wyspy do pewnego stopnia polegają na żywności pochodzącej z ich własnych hodowli i upraw. Limit dozwolonej ilości posiadanych zwierząt został ustalony (celem oszczędzania pastwisk) na 2 krowy i 7 owiec na rodzinę. Ziemniaki (główna roślina uprawna) są sadzone na polu 2 mile za Edynburgiem. Inne warzywa są uprawiane w przydomowych ogródkach albo przez departament rolnictwa. Na wyspie znajduje się sklep, który importuje i prowadzi sprzedaż wyrobów spożywczych, artykułów gospodarczych i ubrań.

## Władze
Administrator wyznaczany przez gubernatora Wyspy Świętej Heleny, Wyspy Wniebowstąpienia i Tristan da Cunha jest głową samorządu składającego się z 11 oddzielnych departamentów. Administrator musi się konsultować z radą wyspy, która składa się z 8 członków wybieranych i 3 wyznaczanych. Wybory powszechne odbywają się co 3 lata. Co najmniej jeden członek rady musi być kobietą. Radny, który otrzyma najwięcej głosów w wyborach, jest wyznaczany na szefa wyspy.

## Łączność i komunikacja
Biuro administratora i przetwórnia mają łączność satelitarną przez telefon i faks. Administrator ma także adres e-mail. Połączenie radiotelefoniczne uzyskiwane jest za pośrednictwem kapsztadzkiego radia, które następnie łączy się z międzynarodową siecią telefoniczną. W sierpniu 1998 roku zainstalowano pierwszy publiczny telefon satelitarny.
Wyspie nadano brytyjski kod pocztowy – TDCU 1ZZ – co ułatwiać ma jej mieszkańcom zakupy w Internecie.
Kutry rybackie przywożą większość towarów i poczty, odwiedzając wyspę sześć razy w ciągu roku. RMS St Helena, statek towarowo-pasażerski odwiedza wyspę raz w roku, zwykle w styczniu. Południowoafrykański antarktyczny statek badawczy Agulhas również odwiedza wyspę raz w ciągu roku.